# Gotra albospinosa
Gotra albospinosa är en stekelart som först beskrevs av Smith 1859.  Gotra albospinosa ingår i släktet Gotra och familjen brokparasitsteklar. Inga underarter finns listade i Catalogue of Life.